# Ama (Shimane)
Pour les articles homonymes, voir Ama.
Ama (海士町, Ama-chō) est un bourg situé dans le district d'Oki, sur l'île Nakano de la préfecture de Shimane, au Japon.

## Géographie

### Situation
Le bourg d'Ama est situé sur l'île de Nakano, l'une des trois îles Oki, en mer du Japon, dans la préfecture de Shimane, au Japon.

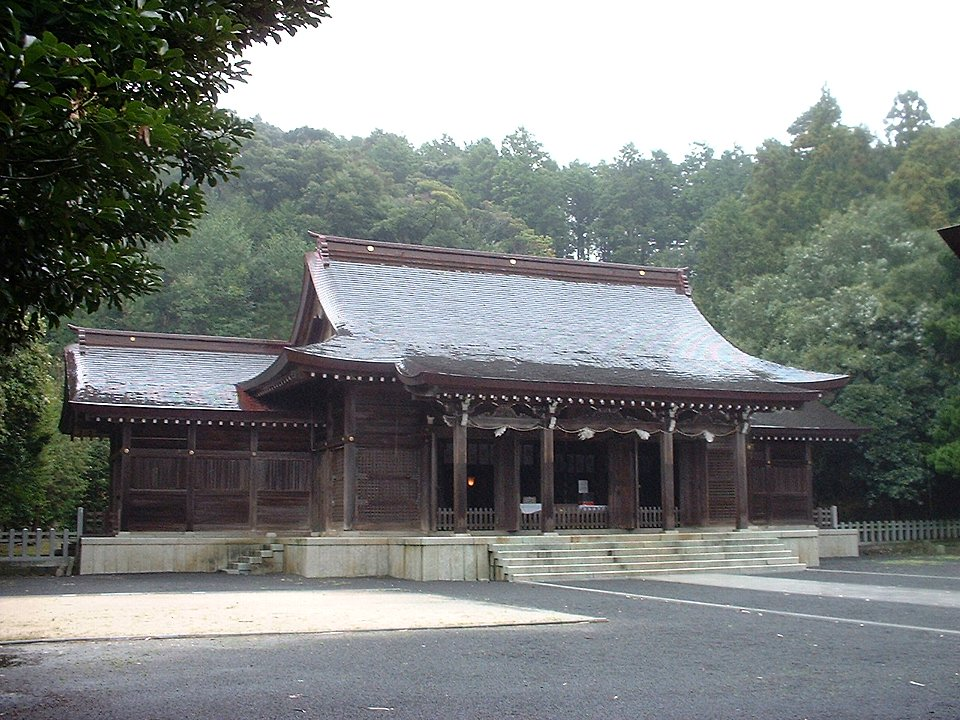
Sanctuaire d'Oki

## Histoire
En 1221, l'empereur Go-Toba se trouva exilé à Ama. Il y vivra pendant dix-neuf ans avant d'y mourir. En 1939, on édifia sur l'île d'Amachô le sanctuaire d'Oki, édifice commémoratif pour les 700 ans de la mort de l'empereur Go-Toba.
Durant l'époque d'Edo, la cité, ainsi que l'archipel auquel elle appartient, furent soumis à la domination du clan Matsue. À partir de 1904 apparurent les termes « comté d'Ama » et « village d'Ama ». Une petite mairie fut établie sur l'île. Le pic de population pour ce village fut atteint en 1950 avec 6 986 habitants, mais depuis cette époque, la population n'a cessé de décroître.
Le 1er janvier 1969, la commune fut renommée du fait de son dépeuplement. Le village d'Ama devint un bourg. La même année, les quatre districts fusionnèrent pour n'en former qu'un : le district d'Oki.

## Éducation
Le bourg d'Ama possède deux écoles primaires, un collège et un lycée public.